# Intégrale abélienne
En mathématiques, une intégrale abélienne, nommée ainsi en honneur du mathématicien Niels Abel, est une intégrale dans le plan complexe de la forme :
{\displaystyle \int _{z_{0}}^{z}R\left(x,w\right)\ \mathrm {d} x,}
où {\displaystyle R\left(x,w\right)} est une fonction rationnelle arbitraire des deux variables {\displaystyle x} et {\displaystyle w}, reliées par l'équation :
{\displaystyle F\left(x,w\right)=0}
où {\displaystyle F\left(x,w\right)} est un polynôme irréductible en {\displaystyle w} :
{\displaystyle F\left(x,w\right)\equiv \phi _{n}\left(x\right)w^{n}+\cdots +\phi _{1}\left(x\right)w+\phi _{0}\left(x\right)}
dont les coefficients {\displaystyle \phi _{j}\left(x\right),j=0,1,\ldots ,n} sont aussi des fonctions rationnelles en {\displaystyle x}.
La valeur d'une intégrale abélienne dépend non seulement des bornes d'intégration, mais aussi du chemin d'intégration. C'est donc une fonction multivaluée de {\displaystyle z}.
Les intégrales abéliennes sont des généralisations naturelles des intégrales elliptiques, que l'on retrouve lorsque :
{\displaystyle F\left(x,w\right)=w^{2}-P\left(x\right)} où {\displaystyle P\left(x\right)} est un polynôme de degré 3 ou 4. Un autre cas d'intégrale abélienne est celui des intégrales hyperelliptiques, qui surviennent lorsque {\displaystyle P\left(x\right)} est un polynôme de degré supérieur à 4.

## Historique
La théorie des intégrales abéliennes est née d'un article d'Abel publié en 1841. Cet article a été écrit lors de son séjour à Paris en 1826 et présenté à Cauchy en octobre de cette année. Cette théorie, développée plus tard par d'autres a été l'un des accomplissements des mathématiques du XIXe siècle et eu un impact majeur sur le développement des mathématiques modernes. En termes plus abstraits et plus géométriques, cette théorie est contenue dans le concept de variété abélienne, ou, plus précisément, dans la manière dont une courbe algébrique peut être plongée dans des variétés abéliennes. L'intégrale abélienne fut plus tard liée au seizième problème de Hilbert, et reste considérée comme un des problèmes les plus difficiles de l'analyse contemporaine.

## Présentation
Dans le cadre de la théorie des surfaces de Riemann, une intégrale abélienne est une primitive d'une forme différentielle de degré 1. Soit {\displaystyle S} une surface de Riemann et {\displaystyle \omega } une forme différentielle sur cette surface qui est holomorphe partout sur {\displaystyle S}. Soit {\displaystyle P_{0}} un point de {\displaystyle S} qui servira d'origine à l'intégrale.
Considérons : {\displaystyle f\left(P\right)=\int _{P_{0}}^{P}\omega }.
Il s'agit d'une fonction multivaluée, {\displaystyle f\left(P\right)}, fonction du chemin {\displaystyle C} tracé sur {\displaystyle S} entre {\displaystyle P_{0}} et {\displaystyle P}. Comme {\displaystyle S} est en général non simplement connexe, nous devrions spécifier {\displaystyle C}, mais la valeur dépend en fait uniquement de la classe d'homologie de {\displaystyle C}.
Lorsque {\displaystyle S} est une surface de Riemann compacte de genre 1, c'est-à-dire une courbe elliptique, ces fonctions sont les intégrales elliptiques.
Ces fonctions ont été introduites au départ pour étudier les intégrales hyperelliptiques, c'est-à-dire les cas où {\displaystyle S} est une courbe hyperelliptique. C'est une extension naturelle de la théorie de l'intégration dans le cas d'intégrales de fonctions algébriques {\displaystyle {\sqrt {A}}}, où {\displaystyle A} est un polynôme de degré {\displaystyle >4}. Les premiers résultats de cette théorie ont été apportés par Niels Abel ; ceux-ci furent ensuite formulés en termes de variété jacobienne {\displaystyle J\left(S\right)}.